# Marianne Tardieu
Pour les articles homonymes, voir Tardieu.
Marianne Tardieu, née en 1976 à Lyon, est une réalisatrice, scénariste et cheffe opératrice française.

## Biographie
Après ses études au lycée Louis-le-Grand, à l'université Paris-Nanterre (philosophie) et à l'École nationale supérieure Louis-Lumière à Paris dans la promotion Cinéma de 2003, Marianne Tardieu a travaillé comme cheffe opératrice et réalisé plusieurs courts métrages.
Elle est également professeure à l'École supérieure d'études cinématographiques (ESEC) à Paris.

## Filmographie
- 2007 : Rocaille de Vincent Vizioz (coscénariste avec Vincent Vizioz et cadreuse)
- 2007 : Les Gueules Noires (coréalisatrice avec Rodolphe Bertrand)
- 2009 : Transbup de Nicolas Boone (directrice de la photographie)
- 2010 : La peau sur la table - Portrait filmé de Bernard Cavanna de Delphine de Blic (directrice de la photographie)
- 2010 : Tremblay-en-France de Vincent Vizioz (coscénariste avec Vincent Vizioz et Johann Visentini)
- 2011 : 200% de Nicolas Boone et Olivier Bosson (directrice de la photographie)
- 2011 : Cyborgs dans la brume de Stéphane Degoutin et Gwenola Wagon (directrice de la photographie)
- 2011 : Rue des cités de Carine May et Hakim Zouhani (directrice de la photographie)
- 2012 : Un Marocain à Paris de Saïd Naciri (assistante caméra)
- 2012 : Fais Croquer de Yassine Qnia (chef opératrice)
- 2013 : Les Dépossédés de Nicolas Boone (directrice de la photographie)
- 2014 : World Brain de Stéphane Degoutin et Gwenola Wagon (directrice de la photographie)
- 2014 : Qui vive (réalisatrice, coscénariste avec Nadine Lamari)

## Distinction
- Sélection de l'Association du cinéma indépendant pour sa diffusion (ACID) au Festival de Cannes 2014 pour Qui vive[3]